# Francisco Javier González Pérez
Francisco Javier González Pérez (Ribeira, 14 juli 1969), beter bekend als Fran, is een voormalig Spaans profvoetballer. Hij speelde jarenlang als aanvallende middenvelder bij Deportivo de La Coruña, waarvan Fran tevens verschillende jaren aanvoerder was. Fran is de vader van Nico González.

## Clubvoetbal
Fran kwam zijn hele loopbaan als profvoetballer uit voor Deportivo de La Coruña. De middenvelder begon met voetballen bij de amateurclubs Carreira CF en Fabril Deportivo. Na een jaar bij het tweede elftal in het seizoen 1987/1988 kwam hij in 1988 bij het eerste elftal. In 1991 zou Fran aanvankelijk een contract bij Real Madrid tekenen, maar uiteindelijk besloot hij toch Deportivo trouw te blijven. In het seizoen 1993/1994 behaalde Fran met Deportivo de tweede plaats in de Primera División. Voorafgaand aan de laatste speelronde stond Deportivo op de eerste plaats, maar door een 0-0 gelijkspel tegen Valencia CF en winst van concurrent FC Barcelona werd laatstgenoemde club alsnog kampioen. In 1995 won Deportivo met Fran wel de Copa del Rey. In het seizoen 1999/2000 slaagde Fran er met Deportivo wel in FC Barcelona voor te blijven en de club won zo de eerste Spaanse landstitel ooit. In 2002 won Fran met zijn club de Copa del Rey. In de finale werd Real Madrid met 1-2 verslagen, nota bene in het Estadio Santiago Bernabéu van Real Madrid op het eeuwfeest van de club. In het seizoen 2003/2004 was Fran betrokken bij een ware stunt van Deportivo in de kwartfinale van de UEFA Champions League. Nadat de heenwedstrijd met 4-1 was verloren bij AC Milan leek Deportivo zo goed als uitgeschakeld in het hoogste Europese bekertoernooi. Mede door een doelpunt van Fran werd de return echter met 4-0 gewonnen en plaatste Deportivo zich alsnog voor de halve finales, waarin latere kampioen FC Porto de betere was. In juni 2005 beëindigde Fran zijn loopbaan als profvoetballer.

## Nationaal elftal
Fran speelde zestien interlands voor het Spaans nationaal elftal, waarin hij tweemaal scoorde. De middenvelder debuteerde op 27 januari 1993 tegen Mexico (1-1). In 1999 maakte Fran op 27 maart tegen Oostenrijk (9-0 winst) en op 31 maart tegen San Marino (0-6 winst) zijn twee interlanddoelpunten. Hij behoorde in 2000 tot de Spaanse selectie voor het Europees kampioenschap in Nederland en België. Fran speelde in twee van de vier wedstrijden van Spanje op het toernooi als basisspeler: tegen Noorwegen en Joegoslavië in de groepsfase. De wedstrijd tegen Joegoslavië op 21 juni 2000 was zijn laatste interland.